# Республіканський полк
Республіка́нський полк — відомий як 1 Український республіканський піхотний полк, був сформований у 1917 році з українців 5-го російського армійського корпусу сотником П. Болбочаном.
На початку грудня 1-й Український полк був ліквідований з наказу корпусного солдатського комітету, що перебував під контролем більшовиків. Незважаючи на опір Болбочана, полк було роззброєно, а казарми підірвані та розбиті гарматами. Значна кількість українців загинула. Рештки полку (бл. 200-500 осіб) у лютому 1918 увійшли до складу 2-го піхотного куреня Окремого Запорізького загону, а згодом до 2-го Запорізького піхотного полку, яким командував полковник Болбочан у Запорізькому корпусі.